# البارودیه، حماة
البارودیه (به عربی: البارودیة) یک روستا در سوریه است که در ناحیه حمرا واقع شده‌است. البارودیه ۲۱۰ نفر جمعیت دارد.